# Nasser ben Hamed Al Khalifa
Le prince Nasser ben Hamed Al Khalifa, né le 8 mai 1987 à Riffa, est un prince bahreïnien, fils du roi Hamad bin Issa Al Khalifa. Il occupe plusieurs postes officiels, dont ceux de commandant de la garde royale, de président du Conseil suprême de la Jeunesse et des Sports et de président du Comité olympique du Bahreïn. 
Le prince Nasser est marié depuis 2009 à la princesse Shaikha de Dubai qui est la fille de Mohammed ben Rachid Al Maktoum. Le couple à 3 enfants Sheema, Mohammed et Hamad.

## Biographie
Nasser est le fils ainé du roi Hamed ben Issa al-Khalifa et de sa seconde épouse, Sheia bint Hasan Al Khrayyesh Al Ajmi. Après un parcours scolaire dans son pays, il étudie à l'Académie royale militaire de Sandhurst, dont il sort diplômé en 2006.

### Équitation
Leader de l'équipe nationale d'endurance équestre, il participe à de nombreuses compétitions et remporte plusieurs victoires.

### Allégations de torture
En août 2014, alors qu'il participe aux Jeux équestres mondiaux en Normandie, plusieurs ONG dénoncent son implication dans des actes de tortures commis dans le cadre de la répression de la contestation antigouvernementale qui secoue Bahreïn depuis 2011,.